# Eastern Division (Fidschi)
Die Eastern Division ist eine der vier Divisionen des Pazifikstaates Fidschi. Sie setzt sich aus den Provinzen Kadavu, Lau und Lomaiviti zusammen, beim Zensus wird außerdem Rotuma, eine dependency, als Teil der Eastern Division behandelt, obwohl es im äußersten Nordwesten liegt, die Eastern Division hingegen im Südosten.
Die Eastern Division ist mit einer Landfläche von 1376 km² die flächenkleinste Fidschis, sie besteht aus zahlreichen Inseln südlich und östlich der Hauptinseln Viti Levu und Vanua Levu. Zur Eastern Division zählen unter anderem die Inseln Kadavu und Ovalau, auf letzterer befindet sich die Divisionshauptstadt Levuka.
Beim Zensus des Jahres 2007 wurden in der Eastern Division – abzüglich der Bevölkerung Rotumas – 37.311 Einwohner gezählt, diese setzte sich fast ausschließlich aus iTaukei (indigenen Fidschianern) zusammen.